# Зубарев, Андрей Сергеевич
Андре́й Серге́евич Зу́барев (род. 3 марта 1987, Уфа) — российский хоккеист. Чемпион мира (2014) и Олимпийский чемпион (2018). Кавалер ордена Почёта (2014, за победу на ЧМ), кавалер Ордена Дружбы (2018, за победу на Олимпийских играх)

## Клубная карьера
В 2003 году подписал контракт с клубом «Салават Юлаев», где выступал до 2005 года. В 2005 году был задрафтован в 6-м раунде под общим 187-м номером клубом «Атланта Трэшерз». В 2005 перешёл в команду «Ак Барс», где выступал до 2008 года. С 2008 года выступал в команде «Атлант». 23 августа 2010 года он подписал двухлетний контракт с «Атланта Трэшерс» на сумму 625,000 долларов. В основном выступал в АХЛ в составе клуба «Чикаго Вулвз», сыграл 51 игру и набрал 13 (3+10) очков. Провёл 4 игры в НХЛ в составе «Атланты», набрав 1 (0+1) очко.
C 2012 года вновь выступал за «Салават Юлаев». 5 мая 2015 года подписал трёхлетний контракт со СКА.
29 мая 2020 года стал игроком московского «Спартака», контракт подписан до 30 апреля 2022 года. 13 июля 2021 года был помещён на драфт отказов.
19 июля 2021 года в результате обмена на Дмитрия Коробова, вернулся в «Салават Юлаев». В сезоне 2021/22 принял участие в 53 матчах, набрав три (3+0) очка при показателе полезности «+6» и 10 штрафных минутах. 30 апреля 2022 года в связи с истечением срока контракта покинул клуб.
14 января 2024 года объявил о завершении карьеры. В КХЛ он выступал за «Атлант», «Салават Юлаев», СКА и «Спартак». Всего на его счету 666 матчей и 131 очко (34+97) в лиге.

## Карьера в сборной
Выступал за сборные России для игроков до 18 лет и до 20 лет. Участник чемпионата мира для игроков до 18 лет 2005 года (сыграл 6 матчей; сборная заняла 5-е место). Двукратный серебряный призёр молодёжного ЧМ (для игроков до 20 лет), сыграл по 6 матчей на каждом из двух этих турниров.
Чемпион мира 2014 года в составе сборной России. 27 мая 2014 года за победу на Чемпионате мира по хоккею 2014 награждён орденом Почёта. В составе команды ОСР чемпион Олимпийских игр 2018 года.

## Достижения
Чемпионат КХЛ
| Год  | Команда       | Достижение |
| ---- | ------------- | ---------- |
| 2014 | Салават Юлаев | 3          |
| 2017 | СКА           | 1          |

Чемпионат России
| Год  | Команда       | Достижение |
| ---- | ------------- | ---------- |
| 2006 | Ак Барс       | 1 место    |
| 2007 | Ак Барс       | 2 место    |
| 2014 | Салават Юлаев | 2 место    |

- Обладатель Континентального кубка 2008 года в составе «Ак Барса»

Молодёжная сборная России
- Серебряный призёр молодёжного чемпионата мира в 2006, 2007 годах

Чемпионат мира
| Год  | Достижение |
| ---- | ---------- |
| 2014 | 1 место    |

Личные
- Участник матча звёзд КХЛ в 2014 году

## Личная жизнь
Старший брат Артём и племянник Артём также хоккеисты.
Супруга Юлия в марте 2015 года родила дочь.

## Статистика
| Легенда | Легенда                    | Легенда | Легенда                   | Легенда | Легенда    |
| ------- | -------------------------- | ------- | ------------------------- | ------- | ---------- |
| И       | Количество проведённых игр | Штр     | Штрафное время            | +/−     | Плюс-минус |
| Г       | Голы                       | П       | Голевые передачи          | О       | Очки       |
| -       | Статистика неизвестна      | —       | Статистика не учитывалась |         |            |